# Quercus ashei
Quercus ashei är en bokväxtart som beskrevs av William Trelease. Quercus ashei ingår i släktet ekar, och familjen bokväxter.
Artens utbredningsområde är Florida. Inga underarter finns listade.